# Passaruota
Il passaruota è una parte della carrozzeria di un veicolo la cui funzione è di raccordo tra la carrozzeria esterna (parafango) e il locaro parasassi dell'auto. Il passaruota avvolge superiormente la ruota del veicolo e si congiunge in maniera armonica con l'interno dell'auto.
Generalmente è in plastica nera ma è spesso verniciato in tinta con il resto della carrozzeria. Il codice colore si trova nel libretto dell'auto o stampigliato nella portiera del conducente, nel vano motore o sul montante lato passeggero. 
In alcuni casi può non essere presente come elemento a sé stante, in questo caso la carrozzeria è conformata in modo da fungere come passaruota (generalmente tramite un profilo compatto) ed è congiunta direttamente al locaro.
Posteriormente e inferiormente al passaruota può essere presente un paraspruzzi.